# الوزير الاتحادي للشؤون الخاصة

شعار النبالة لجمهورية ألمانيا الاتحادية

الوزير الاتحادي للمهام الخاصة (بالألمانية: Bundesminister für besondere Aufgaben) هو لقب لوزير في الحكومة الاتحادية الألمانية بدون حقيبة، وبالتالي ليس لديه إدارة معينة. يُوظَف وزراء هذا المنصب حسب الحاجة ولهم استحقاقات وزارية مثل المعاشات التقاعدية. لذلك يمكن أيضاً لهذا المنصب أن يشغله عدة أشخاص في نفس الوقت أو قد يكون هناك أوقات لا يوجد فيها وزراء لهذا المنصب. يُعطى اللقب غالباً لرئيس المستشارية لتمكينه من التصويت في اجتماعات مجلس الوزراء. منذ عام 1953 كان هناك ما مجموعه 23 وزيراً للمهام الخاصة في الجمهورية الاتحادية.
حدث أن تم إنشاء وزارة لوزير اتحادي للقيام بمهام خاصة. حدث هذا في 13 تموز/ يوليو 1964 عندما أصبح هاينريش كرون وزيراً اتحادياً لشؤون مجلس الدفاع الاتحادي.
مع إعادة توحيد كلتا الحكومتين الألمانيتين في 3 تشرين الأول/أكتوبر 1990، تم تعيين أربعة أعضاء بالإضافة إلى رئيس غرفة الشعب من جمهورية ألمانيا الديمقراطية في الحكومة بصفتهم وزراء للمهام الخاصة. لكنهم شغلوا المنصب فقط حتى كانون الثاني/ يناير 1991.

## الوزراء
الأحزاب:
  الاتحاد الاجتماعي المسيحي (CSU)
  الاتحاد الديمقراطي المسيحي (CDU)
  الحزب الديمقراطي الاجتماعي (SPD)
  الحزب الديمقراطي الحر (FDP)
| الصور                                                                  | الصور | الاسم (الميلاد–الوفاة)          | فترة شغل المنصب | فترة شغل المنصب    | فترة شغل المنصب   | الحزب                                                  |
| الصور                                                                  | الصور | الاسم (الميلاد–الوفاة)          | تولى المنصب     | غادر المنصب        | المدة             | الحزب                                                  |
| ---------------------------------------------------------------------- | ----- | ------------------------------- | --------------- | ------------------ | ----------------- | ------------------------------------------------------ |
| 1                                                                      |       | فرانتس يوزيف شتراوس (1915–1988) | 6 أكتوبر 1953   | 12 أكتوبر 1955     | 2 سنوات و6 أيام   | الاتحاد الاجتماعي المسيحي                              |
| 2a                                                                     |       | روبرت تيلمانس ‏ (1896–1955)      | 20 أكتوبر 1953  | 12 نوفمبر 1955     | 2 سنوات و23 أيام  | الاتحاد الديمقراطي المسيحي                             |
| 2b                                                                     |       | فالدمار كرافت (1898–1977)       | 20 أكتوبر 1953  | 12 أكتوبر 1955     | 2 سنوات و23 أيام  | كتلة عموم ألمانيا/عصبة المطرودين والمحرومين من الحقوق ‏ |
| 2c                                                                     |       | هيرمان شيفر ‏ (1892–1966)        | 20 أكتوبر 1953  | 16 أكتوبر 1956     | 2 سنوات و362 أيام | الحزب الديمقراطي الحر                                  |
| خلال هذه الفترة كان المنصب شاغرا من 16 أكتوبر 1956 إلى 14 نوفمبر 1961. |       |                                 |                 |                    |                   |                                                        |
| 3                                                                      |       | هاينريش كرونه ‏ (1895–1989)      | 14 نوفمبر 1961  | 30 نوفمبر 1966     | 5 سنوات و16 أيام  | الاتحاد الديمقراطي المسيحي                             |
| 4                                                                      |       | لودغر فيستريك ‏ (1894–1990)      | 16 يونيو 1964   | 30 نوفمبر 1966     | 2 سنوات و167 أيام | الاتحاد الديمقراطي المسيحي                             |
| خلال هذه الفترة كان المنصب شاغرا من 30 نوفمبر 1966 إلى 22 أكتوبر 1969. |       |                                 |                 |                    |                   |                                                        |
| 5                                                                      |       | هورست إمكه ‏ (1927–2017)         | 22 أكتوبر 1969  | 15 ديسمبر 1972     | 3 سنوات و54 أيام  | الحزب الديمقراطي الاجتماعي                             |
| 6                                                                      |       | فيرنر مايهوفر ‏ (1918–2009)      | 15 ديسمبر 1972  | 16 مايو 1974       | 1 سنة و152 أيام   | الحزب الديمقراطي الحر                                  |
| 7                                                                      |       | إيغون بار ‏ (1922–2015)          | 15 ديسمبر 1972  | 16 مايو 1974       | 1 سنة و152 أيام   | الحزب الديمقراطي الاجتماعي                             |
| خلال هذه الفترة كان المنصب شاغرا من 16 مايو 1974 حتى 14 نوفمبر 1984.   |       |                                 |                 |                    |                   |                                                        |
| 8                                                                      |       | فولفغانغ شويبله (1942)          | 15 نوفمبر 1984  | 21 أبريل 1989      | 4 سنوات و157 أيام | الاتحاد الديمقراطي المسيحي                             |
| 9                                                                      |       | رودولف سايترز ‏ (1937)           | 21 أبريل 1989   | 26 نوفمبر 1991     | 2 سنوات و219 أيام | الاتحاد الديمقراطي المسيحي                             |
| 10                                                                     |       | هانس كلاين (1931–1996)          | 26 نوفمبر 1989  | 20 ديسمبر 1990     | 1 سنة و24 أيام    | الاتحاد الاجتماعي المسيحي                              |
| 11a                                                                    |       | لوتار دي ميزير (1940)           | 3 أكتوبر 1990   | 19 ديسمبر 1990     | 77 أيام           | الاتحاد الديمقراطي المسيحي                             |
| 11b                                                                    |       | سابين بيرغمان بول (1946)        | 3 أكتوبر 1990   | 17 أبريليناير 1991 | 106 أيام          | الاتحاد الديمقراطي المسيحي                             |
| 11c                                                                    |       | غونتر كراوزه (1953)             | 3 أكتوبر 1990   | 17 أبريليناير 1991 | 106 أيام          | الاتحاد الديمقراطي المسيحي                             |
| 11d                                                                    |       | راينر أورتليب ‏ (1944)           | 3 أكتوبر 1990   | 17 يناير 1991      | 106 أيام          | الحزب الديمقراطي الحر                                  |
| 11e                                                                    |       | هانس يواخيم فالتر ‏ (1939–2005)  | 3 أكتوبر 1990   | 17 يناير 1991      | 106 أيام          | الاتحاد الاجتماعي الألماني                             |
| خلال هذه الفترة كان المننصب شاغرا من 17 يناير إلى 26 نوفمبر 1991.      |       |                                 |                 |                    |                   |                                                        |
| 12                                                                     |       | فريدريش بول ‏ (1945)             | 26 نوفمبر 1991  | 27 أكتوبر 1998     | 7 سنوات و283 أيام | الاتحاد الديمقراطي المسيحي                             |
| 13                                                                     |       | بودو هومباخ (1952)              | 27 أكتوبر 1998  | 7 يوليو1999        | 253 أيام          | الحزب الديمقراطي الاجتماعي                             |
| خلال هذه الفترة كان المنصب شاغرًا من 7 يوليو 1999 إلى 22 نوفمبر 2005.   |       |                                 |                 |                    |                   |                                                        |
| 14                                                                     |       | توماس دي ميزير (1954)           | 22 نوفمبر 2005  | 27 أكتوبر 2009     | 3 سنوات و339 أيام | الاتحاد الديمقراطي المسيحي                             |
| 15                                                                     |       | رونالد بوفالا (1959)            | 28 أكتوبر 2009  | 17 ديسمبر 2013     | 4 سنوات و50 أيام  | الاتحاد الديمقراطي المسيحي                             |
| 16                                                                     |       | بيتر ألتماير (1958)             | 17 ديسمبر 2013  | 14 مارس 2018       | 4 سنوات و87 أيام  | الاتحاد الديمقراطي المسيحي                             |
| 17                                                                     |       | هيلغه براون (1972)              | 14 مارس 2018    | 8 ديسمبر 2021      | 3 سنوات و269 أيام | الاتحاد الديمقراطي المسيحي                             |
| 18                                                                     |       | فولفغانغ شميدت (1970)           | 8 ديسمبر 2021   | في المنصب          | 3 سنوات و229 أيام | الحزب الديمقراطي الاجتماعي                             |